# Arcuphantes rostratus
Arcuphantes rostratus är en spindelart som beskrevs av Ono och Saito 200. Arcuphantes rostratus ingår i släktet Arcuphantes och familjen täckvävarspindlar. Inga underarter finns listade i Catalogue of Life.